# 荒川英輔
荒川 英輔（あらかわ えいすけ、1971年 - ）は、日本の精神科医。

## 人物
神奈川県出身。東京大学理科二類から教育学部に進むが自主退学し、東北大学医学部に合格。平成18年3月に東北大学医学部を卒業。同年4月から東北大学病院にて初期研修を受講した。
その後、勤務医として、東北大学病院精神科、山形さくら町病院、こころのクリニックみどりの風での勤務を経た後、平成30年7月に仙台高砂駅前メンタルクリニックを開業し、現在に至る。

開業後から病院ホームページ内に掲載しているブログは、自身が愛猫家であることや、ギャンブルに関して実際にやったことがある表現が垣間見えることなどから、一部患者からの人気が高い。

## 資格
・精神保健指定医
・精神科専門医